# فينادو تيورتو
فينادو تيورتو (بالإسبانية: Venado Tuerto)‏ هي منطقة سكنية تقع في الأرجنتين في General López Department. يقدر عدد سكانها بـ 82,520 نسمة ومساحتها 47.05 كم2 وترتفع عن سطح البحر 111 متر.

## أعلام
- فريديريكو لوسينهوف
- راؤول ألبرتو غونزاليس
- والتر هيرمان
- نيكولاس إيبانيز
- فرناندو ألاركون
- روبرتو كافاناه